# Kaukasische wisent
De kaukasische wisent, ook wel bergwisent (Bos bonasus caucasicus) was een ondersoort van de wisent (Bos bonasus) die leefde in de Kaukasus. Zijn natuurlijke vijanden waren de wolf (Canis lupus), bruine beer (Ursus arctos), Kaspische tijger (Panthera tigris virgata) en tot aan de tiende eeuw ook de Aziatische leeuw (Panthera leo persica).
In de zeventiende eeuw kwam de Kaukasische wisent nog in grote aantallen voor in de Westelijke Kaukasus. Nadat steeds meer mensen zich in het gebied vestigden liep het aantal in de negentiende eeuw terug tot een tiende van het oorspronkelijke aantal. Rond 1860 waren er nog zo'n 2.000 dieren, maar in 1917 liep dit al terug tot zo'n 500 à 600 en in 1921 waren er nog maar 50. De stroperij bleef verder duren en in 1927 werden de laatste drie stieren gedood.
Eén Kaukasische wisent maakte begin vorige eeuw deel uit van een fokprogramma om deze ondersoort van de ondergang te redden. Deze stier, genaamd Kaukausus, werd in 1908 naar Duitsland gebracht waar hij leefde tot 1925. Hij werd gekruist met enkele laaglandwisenten (Bos bonasus bonasus). Deze lijn wordt daarom de "laagland-Kaukasuslijn" genoemd en werd gebruikt om de wisent weer uit te kunnen zetten in bergachtige gebieden. Vandaag de dag leven wisenten van de laagland-Kaukasuslijn op elf locaties in Rusland, op zes locaties in Oekraïne, in het Poloniny Nationaal Park in Slowakije, in het Vânători-Neamţ Natuurpark en Țarcu-gebergte in Roemenië en in het Rothaargebergte in Duitsland.
Ook is er een zogenaamde "hooglandlijn". In deze foklijn zijn wisenten van de laagland-Kaukasuslijn gekruist met Amerikaanse bizons (Bos bison). Deze zijn geïntroduceerd in de Westelijke Kaukasus. De dichtstbijzijnde populaties van de laagland-Kaukasus bevinden zich in het Biosfeerreservaat Teberdinski, maar de twee groepen worden gescheiden gehouden door geografische barrières.